# المدرسة الملكية الجوكندرية
المدرسة المَلَكيّة الجوكندريّة، هي مدرسة ترجع للعصر المملوكي. تقع في الرواق الشمالي للمسجد الأقصى بين المدرسة الفارسية شرقاً، والمدرسة الأسعردية غرباً، ومدخلها مشترك مع الأسعردية. وهي تُنسب إلى الأمير الحاج آل الملك الجوكندار والذي أوقفها بعد بنائها بأربع سنوات.

## تاريخها
بُنيت المدرسة سنة 741هـ/1340م على يد الحاج آل الملك الجوكندار، ويُعرف أيضاً باسم الأمير جوكندار الملكي، كما يتبين من نقش كتابي على حائطها القبلي. والذي كان مسؤولًا عن لعبة الكرة والعصا-الجوكي للسلطان المملوكي الناصر محمد بن قلاوون. واستمرت في وظيفتها كمدرسة حتى القرن الثاني الهجري. وسكنتها عائلة آل خطيب لاحقاً وأقامت غرفاً صغيرة في طابقها اعلوي لتناسبها في السكن، وأصبحت لاحقاً دار لسكنى عائلة الدجاني، التي استأجرتها من دائرة الأوقاف الإسلامية.

## وصفها

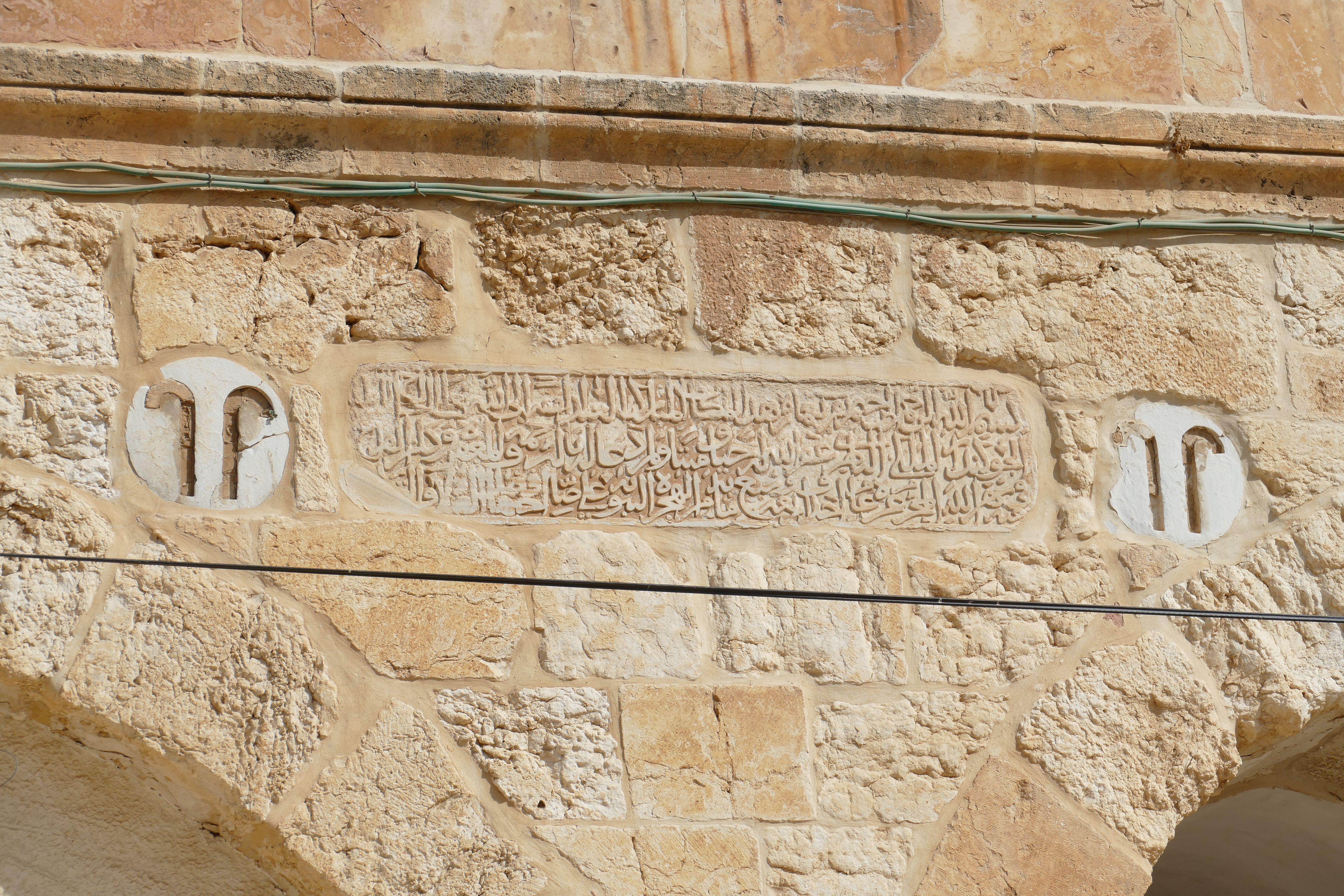
نقش يؤرخ لبناء المدرسة على يد الحاج آل الملك الجوكندار

تتكون هذه المدرسة من طابقين من البناء، ولها واجهة جميلة الشكل لها سمات العمارة المملوكية. حيث بُنيت بأسلوب الأبلق من الأحجار البيضاء والحمراء، إضافةً لوجود المقرنصات والدوائر الحجرية البديعة، وهناك أيضاً نقش على واجهة المدرسة يؤرخ لبنائها فوق الرواق الشمالي، وعلى جانبي النقش يوجد شعار (رنك) الجوكندار محفور في الرخام وهو عصا معقوفة تُستخدم لضرب الكرة. ويؤدي مدخل الواجهة إلى دركاه، ثم إلى ممر ضيق، ثم إلى صحن مربع مكشوف. وتطل غرف طابقي المدرسة وقاعاتها على الصحن. وفي الطابق الأول، توجد أكبر غرفة من غرف المدرسة، وتقع في جنوبي الصحن وتطل على الحرم الشريف. وهي مسقوفة بطريقة القبو المروحي، وتمتد طولاً من الشرق إلى الغرب. ولها عدد من النوافذ المطلة على الحرم. ويوجد ضريح لزوجة الجوكندار في الجهة الجنوبية الغربية من الصحن. ويتكون الطابق الثاني من عدد من الغرف الصغيرة والكبيرة. ويمكن الوصول إليه عبر درج حجري مقام في الجهة الشرقية من الصحن. وكانت الغرف والقاعات في طابقي المدرسة، تستعمل للتدريس والسكنى.